# Episodi di Medium (settima stagione)
La settima e ultima stagione della serie televisiva Medium è stata trasmessa sul canale statunitense CBS dal 24 settembre 2010 al 21 gennaio 2011.
In Italia la stagione è stata trasmessa su Rai 3 dal 23 febbraio al 19 aprile 2012.
| nº | Titolo originale                | Titolo italiano              | Prima TV USA      | Prima TV Italia  |
| -- | ------------------------------- | ---------------------------- | ----------------- | ---------------- |
| 1  | Bring Your Daughter to Work Day | Porta tua figlia al lavoro   | 24 settembre 2010 | 23 febbraio 2012 |
| 2  | The Match Game                  | Anime gemelle                | 1º ottobre 2010   | 1º marzo 2012    |
| 3  | Means and Ends                  | Fantasmi dal passato         | 8 ottobre 2010    | 8 marzo 2012     |
| 4  | How to Kill a Good Guy          | Tra la vita e la morte       | 15 ottobre 2010   | 15 marzo 2012    |
| 5  | Talk to the Hand                | Nella pelle di qualcun altro | 22 ottobre 2010   | 22 marzo 2012    |
| 6  | Where Were You When...?         | Dov'eri quando...            | 29 ottobre 2010   | 29 marzo 2012    |
| 7  | Native Tongue                   | Straniera nel proprio paese  | 5 novembre 2010   | 5 aprile 2012    |
| 8  | Smoke Damage                    | Il sicario                   | 12 novembre 2010  | 12 aprile 2012   |
| 9  | The People in Your Neighborhood | Il nuovo vicino di casa      | 19 novembre 2010  | 12 aprile 2012   |
| 10 | Blood on the Tracks             | Sangue sui binari            | 3 dicembre 2010   | 12 aprile 2012   |
| 11 | Only Half Lucky                 | Scambio di favori            | 7 gennaio 2011    | 19 aprile 2012   |
| 12 | Labor Pains                     | Sogno su comando             | 14 gennaio 2011   | 19 aprile 2012   |
| 13 | Me Without You                  | Fino alla fine dei tempi     | 21 gennaio 2011   | 19 aprile 2012   |

## Porta tua figlia al lavoro
- Titolo originale: Bring Your Daughter to Work Day
- Diretto da: Aaron Lipstadt
- Scritto da: Michael Narducci

### Trama
Allison e Bridgette hanno lo stesso sogno, quello di un uomo senza tetto scomparso e per questo motivo hanno uno scambio di corpi.

## Anime gemelle
- Titolo originale: The Match Game
- Diretto da: Larry Teng
- Scritto da: Denise Thé

### Trama
Allison comincia a vedere dei simboli fluttuare sopra la testa delle persone ed è convinta che potrebbe essere un modo per trovare la perfetta anima gemella per tutti. Joe intanto è alle prese con i suoi impiegati e un'accusa di molestie sessuali.
- Guest star: Lana Parrilla

## Fantasmi dal passato
- Titolo originale: Means and Ends
- Diretto da: Aaron Lipstadt
- Scritto da: Tim Talbott

### Trama
Allison è preoccupata per Scanlon che è ossessionato da sogni in merito al fratello defunto. I piani di Ariel per il college sono interrotti da visioni di giovani donne scomparse.

## Tra la vita e la morte
- Titolo originale: How to Kill a Good Guy
- Diretto da: Larry Teng
- Scritto da: Geoffrey Geib

### Trama
Le indagini di Allison sull'omicidio di una ragazza potrebbero essere collegate alla morte del fratello di Scanlon. Bridgette e Marie cercano di abituarsi all'idea che Ariel andrà al college.

## Nella pelle di qualcun altro
- Titolo originale: Talk to the Hand
- Diretto da: Colin Bucksey
- Scritto da: Robert Doherty e Craig Sweeny

### Trama
Allison si ustiona la mano il che richiede un'operazione chirurgica per applicare del tessuto umano sulla ferita, ma quando si sveglia scopre che la mano ha assunto una propria personalità. Bridgette intanto sta tenendo all'oscuro i suoi genitori sul suo coinvolgimento con la squadra di calcio.

## Dov'eri quando...
- Titolo originale: Where Were You When?
- Diretto da: Peter Werner
- Scritto da: Jordan Rosenberg

### Trama
Allison ha una visione riguardo al futuro che la lascia frustrata e impotente sulla catastrofe imminente.

## Straniera nel proprio paese
- Titolo originale: Native Tongue
- Diretto da: Aaron Lipstadt
- Scritto da: Arika Lisanne Mittman

### Trama
Senza motivo apparente Allison non riesce più a comprendere la lingua parlata. La situazione mette a dura prova la pazienza di Joe che pensa a tutte le stranezze che ha dovuto imparare ad accettare nel loro matrimonio.

## Il sicario
- Titolo originale: Smoke Damage
- Diretto da: Vincent Misiano
- Scritto da: Corey Reed e Travis Donnelly

### Trama
Allison sogna di fiamme e di incendi e i suoi sogni potrebbero essere collegati a una serie di incidenti dolosi che hanno causato già alcune vittime. Intanto Devalos sta pensando seriamente di candidarsi come sindaco.

## Il nuovo vicino di casa
- Titolo originale: The People in Your Neighborhood
- Diretto da: Peter Werner
- Scritto da: Arika Lisanne Mittman, Jordan Rosenberg e Denise Thé

### Trama
Un uomo condannato per crimini sessuali si trasferisce nel quartiere e tutti gli abitanti sono immediatamente sulla difensiva. Allison ha delle visioni in merito all'uomo che le danno da pensare.

## Sangue sui binari
- Titolo originale: Blood on the Tracks
- Diretto da: Aaron Lipstadt
- Scritto da: Geoff Geib

### Trama
Allison sogna di un uomo ucciso da un treno e quando questo avviene anche nella realtà, lei è convinta che si tratti di omicidio. Joe ha difficoltà ad accettare la diagnosi medica fatta a sua madre.

## Scambio di favori
- Titolo originale: Only Half Lucky
- Diretto da: Larry Reibman
- Scritto da: Corey Reed e Travis Donnelly

### Trama
I sogni di Allison fanno sorgere dei sospetti su suo fratello Michael. Intanto i poteri di Bridgette sollevano l'interesse del direttore della campagna elettorale di Devalos.

## Sogno su comando
- Titolo originale: Labor Pains
- Diretto da: Miguel Sandoval
- Scritto da: Tim Talbott

### Trama
Un uomo di nome Jeremy si rivolge ad Allison per ritrovare la moglie, scomparsa anni prima insieme al figlio. Allison promette di leggere il suo file mentre viaggia verso l'aeroporto, ma una volta qui Jeremy la rapisce e la droga per aiutarla a dormire e sognare. Alla fine Allison riesce a collegare la moglie scomparsa ad un caso di omicidio irrisolto sul quale Devalos aveva indagato in passato. Scopre così che la moglie di Jeremy è stata uccisa e che il suo bambino è stato allevato dall'assassino. Allison decide di far cadere le accuse contro Jeremy e lo riunisce con suo figlio. 
Intanto, la piccola Marie ha dei problemi con un test di dizione e gli insegnanti pensano che abbia un disturbo dell'apprendimento, ma Joe si rende conto che il calo di rendimento scolastico è dovuto alla sua situazione lavorativa.

## Fino alla fine dei tempi
- Titolo originale: Me Without You
- Diretto da: Peter Werner
- Scritto da: Craig Sweeny, Robert Doherty, Glenn Gordon Caron

### Trama
Allison parla al telefono con Joe mentre questo è su un aereo in ritorno dalle Hawaii, durante la conversazione l'aereo precipita ed Allison è disperata. Sette anni dopo: Allison è viceprocuratore, Devalos è sindaco, e tutti sono impegnati in una grossa causa contro un malavitoso messicano, che fa uccidere il procuratore che non lo aveva estradato in Messico. Durante la causa in tribunale Allison ha delle visioni di Joe, salvo dopo il disastro aereo. Si convince che suo marito è vivo, ma le ricerche fatte non portano a niente. In un sogno capisce che Joe è in Messico, ma non ricorda più nulla, e proprio grazie alla sua amnesia il malavitoso messicano lo convince che prima dell'incidente non avesse alcuna famiglia e lavorasse per lui. Allison patteggia l'estradizione in Messico per avere informazioni su Joe e arriva finalmente a riabbracciarlo. In quel momento si sveglia e pensa sia stato solo un sogno: Joe glielo conferma, ma le dice che la sua morte non è stata un sogno, lui è morto davvero e il sogno gliel'ha fatto fare lui, per farle vedere che potrà andare avanti anche senza di lui. Ma durante il sogno lei si è intromessa, cercando la soluzione che voleva e immaginandolo salvo. Allison piange disperatamente. 

Quarantun anni dopo. Allison vecchia e malata, circondata dalle foto di Joe, delle figlie e delle nipoti, muore. In quel momento il suo spirito vede Joe che l'ha aspettata per tutto quel tempo. Allison gli chiede se può baciarlo e lui risponde "fino alla fine dei tempi". La serie si conclude con una carrellata su tutti i protagonisti.